# Донецькшахтопроходка
Трест «Донецькшахтопроходка» — державне відкрите акціонерне товариство. Створено в 1952 році для спорудження вертикальних стволів шахт Донбасу.
Сьогодні трест виконує роботи зі спорудження вертикальних стволів діаметром від 5,0 до 10,0 метрів, глибиною до 1 500 метрів як у звичайних, так і в складних гірничо-геологічних умовах із застосуванням буропідривного та спеціальних методів проходки (тампонаж водоносних порід, штучне заморожування, спускне кріплення). Використовуються такі типи постійного кріплення стінок стовбура: бетон, залізобетон з гідроізоляцією, чавунні тюбінги та піддатливе кріплення. При проходці у 1969 році вертикального ствола на шахті «17-17 біс» трестом було встановлений всесвітній рекорд швидкості проходки — 402,3 м готового ствола за місяць, який не перевершено до сьогодні. За 47 років свого існування трестом пройдено понад 175 000 метрів вертикальних стволів на 49 шахтах-новобудовах, та більше ніж 100 реконструйованих шахтах.
Число працівників — 1 823 чол.